# 2024-es Formula–1 spanyol nagydíj
A spanyol nagydíj a 2024-es Formula–1 világbajnokság tizedik futama volt, amelyet 2024. június 21. és június 23. között rendeztek meg a spanyolországi Circuit de Catalunya versenypályán, Barcelonában.

## Választható keverékek
| Abroncs              | Friss | Használt |
| -------------------- | ----- | -------- |
| Kemény keverék (C1)  |       |          |
| Közepes keverék (C2) |       |          |
| Lágy keverék (C3)    |       |          |
| Átmeneti esőgumi (I) |       |          |
| Teljes esőgumi (W)   |       |          |

## Szabadedzések

### Első szabadedzés
A spanyol nagydíj első szabadedzését június 21-én, péntek délután tartották, magyar idő szerint 13:30-tól.
| helyezés | versenyző        | csapat/motor                 | elért idő | különbség | futott kör |
| -------- | ---------------- | ---------------------------- | --------- | --------- | ---------- |
| 1        | Lando Norris     | McLaren-Mercedes             | 1:14,228  |           | 27         |
| 2        | Max Verstappen   | Red Bull Racing-Honda RBPT   | 1:14,252  | +0,024    | 27         |
| 3        | Carlos Sainz Jr. | Ferrari                      | 1:14,572  | +0,344    | 31         |
| 4        | George Russell   | Mercedes                     | 1:14,614  | +0,386    | 31         |
| 5        | Sergio Pérez     | Red Bull Racing-Honda RBPT   | 1:14,692  | +0,464    | 28         |
| 6        | Oscar Piastri    | McLaren-Mercedes             | 1:14,867  | +0,639    | 29         |
| 7        | Lewis Hamilton   | Mercedes                     | 1:14,911  | +0,683    | 28         |
| 8        | Esteban Ocon     | Alpine-Renault               | 1:15,086  | +0,858    | 30         |
| 9        | Fernando Alonso  | Aston Martin Aramco-Mercedes | 1:15,222  | +0,994    | 26         |
| 10       | Alexander Albon  | Williams-Mercedes            | 1:15,417  | +1,189    | 25         |
| 11       | Charles Leclerc  | Ferrari                      | 1:15,434  | +1,206    | 26         |
| 12       | Valtteri Bottas  | Kick Sauber-Ferrari          | 1:15,472  | +1,244    | 24         |
| 13       | Pierre Gasly     | Alpine-Renault               | 1:15,484  | +1,256    | 21         |
| 14       | Lance Stroll     | Aston Martin Aramco-Mercedes | 1:15,512  | +1,284    | 28         |
| 15       | Daniel Ricciardo | RB-Honda RBPT                | 1:15,580  | +1,352    | 30         |
| 16       | Csou Kuan-jü     | Kick Sauber-Ferrari          | 1:15,616  | +1,388    | 24         |
| 17       | Kevin Magnussen  | Haas-Ferrari                 | 1:15,644  | +1,416    | 30         |
| 18       | Logan Sargeant   | Williams-Mercedes            | 1:15,752  | +1,524    | 25         |
| 19       | Oliver Bearman   | Haas-Ferrari                 | 1:15,865  | +1,637    | 29         |
| 20       | Cunoda Júki      | RB-Honda RBPT                | 1:15,916  | +1,688    | 21         |

### Második szabadedzés
A spanyol nagydíj második szabadedzését június 21-én, péntek délután tartották, magyar idő szerint 17:00-tól.
| helyezés | versenyző        | csapat/motor                 | elért idő | különbség | futott kör |
| -------- | ---------------- | ---------------------------- | --------- | --------- | ---------- |
| 1        | Lewis Hamilton   | Mercedes                     | 1:13,264  |           | 28         |
| 2        | Carlos Sainz Jr. | Ferrari                      | 1:13,286  | +0,022    | 30         |
| 3        | Lando Norris     | McLaren-Mercedes             | 1:13,319  | +0,055    | 31         |
| 4        | Pierre Gasly     | Alpine-Renault               | 1:13,443  | +0,179    | 27         |
| 5        | Max Verstappen   | Red Bull Racing-Honda RBPT   | 1:13,504  | +0,240    | 29         |
| 6        | Charles Leclerc  | Ferrari                      | 1:13,597  | +0,333    | 22         |
| 7        | Oscar Piastri    | McLaren-Mercedes             | 1:13,622  | +0,358    | 28         |
| 8        | George Russell   | Mercedes                     | 1:13,722  | +0,458    | 28         |
| 9        | Esteban Ocon     | Alpine-Renault               | 1:13,766  | +0,502    | 30         |
| 10       | Valtteri Bottas  | Kick Sauber-Ferrari          | 1:13,924  | +0,660    | 30         |
| 11       | Kevin Magnussen  | Haas-Ferrari                 | 1:14,021  | +0,757    | 32         |
| 12       | Nico Hülkenberg  | Haas-Ferrari                 | 1:14,053  | +0,789    | 29         |
| 13       | Sergio Pérez     | Red Bull Racing-Honda RBPT   | 1:14,081  | +0,817    | 23         |
| 14       | Fernando Alonso  | Aston Martin Aramco-Mercedes | 1:14,091  | +0,827    | 28         |
| 15       | Cunoda Júki      | RB-Honda RBPT                | 1:14,211  | +0,947    | 31         |
| 16       | Daniel Ricciardo | RB-Honda RBPT                | 1:14,257  | +0,993    | 29         |
| 17       | Csou Kuan-jü     | Kick Sauber-Ferrari          | 1:14,345  | +1,081    | 21         |
| 18       | Lance Stroll     | Aston Martin Aramco-Mercedes | 1:14,402  | +1,138    | 28         |
| 19       | Alexander Albon  | Williams-Mercedes            | 1:14,807  | +1,543    | 34         |
| 20       | Logan Sargeant   | Williams-Mercedes            | 1:15,070  | +1,806    | 33         |

### Harmadik szabadedzés
A spanyol nagydíj harmadik szabadedzését június 22-én, szombat délután tartották, magyar idő szerint 12:30-tól.
| helyezés | versenyző        | csapat/motor                 | elért idő | különbség | futott kör |
| -------- | ---------------- | ---------------------------- | --------- | --------- | ---------- |
| 1        | Carlos Sainz Jr. | Ferrari                      | 1:13,013  |           | 19         |
| 2        | Lando Norris     | McLaren-Mercedes             | 1:13,043  | +0,030    | 14         |
| 3        | Charles Leclerc  | Ferrari                      | 1:13,050  | +0,037    | 18         |
| 4        | Max Verstappen   | Red Bull Racing-Honda RBPT   | 1:13,087  | +0,074    | 24         |
| 5        | George Russell   | Mercedes                     | 1:13,164  | +0,151    | 20         |
| 6        | Lewis Hamilton   | Mercedes                     | 1:13,359  | +0,346    | 26         |
| 7        | Sergio Pérez     | Red Bull Racing-Honda RBPT   | 1:13,723  | +0,710    | 19         |
| 8        | Alexander Albon  | Williams-Mercedes            | 1:13,753  | +0,740    | 14         |
| 9        | Fernando Alonso  | Aston Martin Aramco-Mercedes | 1:13,786  | +0,773    | 21         |
| 10       | Oscar Piastri    | McLaren-Mercedes             | 1:13,907  | +0,894    | 14         |
| 11       | Esteban Ocon     | Alpine-Renault               | 1:13,950  | +0,937    | 18         |
| 12       | Pierre Gasly     | Alpine-Renault               | 1:13,964  | +0,951    | 14         |
| 13       | Nico Hülkenberg  | Haas-Ferrari                 | 1:13,975  | +0,962    | 20         |
| 14       | Valtteri Bottas  | Kick Sauber-Ferrari          | 1:14,024  | +1,011    | 19         |
| 15       | Kevin Magnussen  | Haas-Ferrari                 | 1:14,074  | +1,061    | 27         |
| 16       | Daniel Ricciardo | RB-Honda RBPT                | 1:14,161  | +1,148    | 17         |
| 17       | Lance Stroll     | Aston Martin Aramco-Mercedes | 1:14,254  | +1,241    | 16         |
| 18       | Cunoda Júki      | RB-Honda RBPT                | 1:14,420  | +1,407    | 22         |
| 19       | Csou Kuan-jü     | Kick Sauber-Ferrari          | 1:14,572  | +1,559    | 17         |
| 20       | Logan Sargeant   | Williams-Mercedes            | 1:14,729  | +1,716    | 12         |

## Időmérő edzés
A spanyol nagydíj időmérő edzését június 22-én, szombat délután tartották, magyar idő szerint 16:00-tól.
| helyezés | rajtszám | versenyző        | csapat/motor                 | 1. rész  | 2. rész  | 3. rész    | rajthely | futott kör |
| -------- | -------- | ---------------- | ---------------------------- | -------- | -------- | ---------- | -------- | ---------- |
| 1        | 4        | Lando Norris     | McLaren-Mercedes             | 1:12,386 | 1:11,872 | 1:11,383   | 1        | 12         |
| 2        | 1        | Max Verstappen   | Red Bull Racing-Honda RBPT   | 1:12.306 | 1:11.653 | 1:11.403   | 2        | 12         |
| 3        | 44       | Lewis Hamilton   | Mercedes                     | 1:12,143 | 1:11,792 | 1:11,701   | 3        | 18         |
| 4        | 63       | George Russell   | Mercedes                     | 1:12,456 | 1:11,812 | 1:11,703   | 4        | 16         |
| 5        | 16       | Charles Leclerc  | Ferrari                      | 1:12,257 | 1:12,038 | 1:11,731   | 5        | 12         |
| 6        | 55       | Carlos Sainz Jr. | Ferrari                      | 1:12,403 | 1:11,874 | 1:11,736   | 6        | 12         |
| 7        | 10       | Pierre Gasly     | Alpine-Renault               | 1:12,651 | 1:12,079 | 1:11,857   | 7        | 18         |
| 8        | 11       | Sergio Pérez     | Red Bull Racing-Honda RBPT   | 1:12,477 | 1:12,054 | 1:12,061   | 11[a]    | 18         |
| 9        | 31       | Esteban Ocon     | Alpine-Renault               | 1:12,691 | 1:12,109 | 1:12,125   | 8        | 18         |
| 10       | 81       | Oscar Piastri    | McLaren-Mercedes             | 1:12,460 | 1:12,011 | idő nélkül | 9        | 16         |
| 11       | 14       | Fernando Alonso  | Aston Martin Aramco-Mercedes | 1:12,505 | 1:12,128 |            | 10       | 12         |
| 12       | 77       | Valtteri Bottas  | Kick Sauber-Ferrari          | 1:12,758 | 1:12,227 |            | 12       | 12         |
| 13       | 27       | Nico Hülkenberg  | Haas-Ferrari                 | 1:12,708 | 1:12,310 |            | 13       | 12         |
| 14       | 18       | Lance Stroll     | Aston Martin Aramco-Mercedes | 1:12,881 | 1:12,372 |            | 14       | 15         |
| 15       | 24       | Csou Kuan-jü     | Kick Sauber-Ferrari          | 1:12,880 | 1:12,738 |            | 15       | 15         |
| 16       | 20       | Kevin Magnussen  | Haas-Ferrari                 | 1:12,937 |          |            | 16       | 6          |
| 17       | 22       | Cunoda Júki      | RB-Honda RBPT                | 1:12,985 |          |            | 17       | 9          |
| 18       | 3        | Daniel Ricciardo | RB-Honda RBPT                | 1:13,075 |          |            | 18       | 9          |
| 19       | 23       | Alexander Albon  | Williams-Mercedes            | 1:13,153 |          |            | box[b]   | 6          |
| 20       | 2        | Logan Sargeant   | Williams-Mercedes            | 1:13,509 |          |            | 19[c]    | 9          |

Megjegyzések:
- ↑ a:  Sergio Pérez a kanadai nagydíj során sérült autóval versenyzett, ezért egy 3 helyes rajtbüntetést kapott.
- ↑ b:  Alexander Albon autójában alkatrészeket cseréltek, ezért a boxutcából kezdhette meg a versenyt.
- ↑ c:  Logan Sargeant Lance Stroll feltartásáért 3 helyes rajtbüntetést kapott.

## Futam
A spanyol nagydíj futamát június 23-án, vasárnap délután tartották, magyar idő szerint 15:00-tól.
| helyezés | rajtszám | versenyző        | csapat/motor                 | futott kör | idő/kiesés oka | rajthely | pont |
| -------- | -------- | ---------------- | ---------------------------- | ---------- | -------------- | -------- | ---- |
| 1        | 1        | Max Verstappen   | Red Bull Racing-Honda RBPT   | 66         | 1:28:20,227    | 2        | 25   |
| 2        | 4        | Lando Norris     | McLaren-Mercedes             | 66         | +2,219         | 1        | 18+1 |
| 3        | 44       | Lewis Hamilton   | Mercedes                     | 66         | +17,790        | 3        | 15   |
| 4        | 63       | George Russell   | Mercedes                     | 66         | +22,320        | 4        | 12   |
| 5        | 16       | Charles Leclerc  | Ferrari                      | 66         | +22,709        | 5        | 10   |
| 6        | 55       | Carlos Sainz Jr. | Ferrari                      | 66         | +31,028        | 6        | 8    |
| 7        | 81       | Oscar Piastri    | McLaren-Mercedes             | 66         | +33,760        | 9        | 6    |
| 8        | 11       | Sergio Pérez     | Red Bull Racing-Honda RBPT   | 66         | +59,524        | 11       | 4    |
| 9        | 10       | Pierre Gasly     | Alpine-Renault               | 66         | +1:02,025      | 7        | 2    |
| 10       | 31       | Esteban Ocon     | Alpine-Renault               | 66         | +1:11,889      | 8        | 1    |
| 11       | 27       | Nico Hülkenberg  | Haas-Ferrari                 | 66         | +1:19,215[d]   | 13       |      |
| 12       | 14       | Fernando Alonso  | Aston Martin Aramco-Mercedes | 65         | +1 kör         | 10       |      |
| 13       | 24       | Csou Kuan-jü     | Kick Sauber-Ferrari          | 65         | +1 kör         | 15       |      |
| 14       | 18       | Lance Stroll     | Aston Martin Aramco-Mercedes | 65         | +1 kör         | 14       |      |
| 15       | 3        | Daniel Ricciardo | RB-Honda RBPT                | 65         | +1 kör         | 18       |      |
| 16       | 77       | Valtteri Bottas  | Kick Sauber-Ferrari          | 65         | +1 kör         | 12       |      |
| 17       | 20       | Kevin Magnussen  | Haas-Ferrari                 | 65         | +1 kör         | 16       |      |
| 18       | 23       | Alexander Albon  | Williams-Mercedes            | 65         | +1 kör         | box      |      |
| 19       | 22       | Cunoda Júki      | RB-Honda RBPT                | 65         | +1 kör[d]      | 17       |      |
| 20       | 2        | Logan Sargeant   | Williams-Mercedes            | 64         | +2 kör         | 19       |      |

Megjegyzés:
- ↑ d:  Nico Hülkenberg és Cunoda Júki átléptek a boxutcában a megengedett sebességhatárt, ezért 5 másodperces büntetést kaptak.

## A világbajnokság állása a verseny után
| H   | Versenyzők       | Pont | H   | Konstruktőrök                | Pont |
| --- | ---------------- | ---- | --- | ---------------------------- | ---- |
| 1.  | Max Verstappen   | 219  | 1.  | Red Bull Racing-Honda RBPT   | 330  |
| 2.  | Lando Norris     | 150  | 2.  | Ferrari                      | 270  |
| 3.  | Charles Leclerc  | 148  | 3.  | McLaren-Mercedes             | 237  |
| 4.  | Carlos Sainz Jr. | 116  | 4.  | Mercedes                     | 151  |
| 5.  | Sergio Pérez     | 111  | 5.  | Aston Martin Aramco-Mercedes | 58   |
| 6.  | Oscar Piastri    | 87   | 6.  | RB-Honda RBPT                | 28   |
| 7.  | George Russell   | 81   | 7.  | Alpine-Renault               | 8    |
| 8.  | Lewis Hamilton   | 70   | 8.  | Haas-Ferrari                 | 7    |
| 9.  | Fernando Alonso  | 41   | 9.  | Williams-Mercedes            | 2    |
| 10. | Cunoda Júki      | 19   | 10. | Kick Sauber-Ferrari          | 0    |

(A teljes táblázat)

## Statisztikák
- Vezető helyen:
  - Max Verstappen: 55 kör (3–17, 24-44, 48-66)
  - Lando Norris: 9 kör (18–23, 45-47)
  - George Russell: 2 kör (1–2)
- Lando Norris 2. pole-pozíciója és 7. versenyben futott leggyorsabb köre.
- Max Verstappen 61. futamgyőzelme.
- A Red Bull Racing 120. futamgyőzelme.
- Max Verstappen 106., Lando Norris 19., és Lewis Hamilton 198. dobogós helyezése.